# Дивний вантаж
«Дивний вантаж» (англ. Strange Cargo) — американська мелодрама режисера Френка Борзегі 1940 року.

## Сюжет
Група ув'язнених здійснює втечу з колонії, розташованої на острові біля Південної Америки. Їм належить перетнути непрохідні джунглі і вийти у відкрите море на невеликому човні. Серед втікачів виявляються крутий і непокірний Верн, співачка з портового бару Жюлі, організатор втечі, ворог Верна Молл та Камбро, таємничий персонаж, який заздалегідь знає все, що станеться з групою.

## У ролях
- Джоан Кроуфорд — Жюлі
- Кларк Гейбл — Верн
- Ієн Гантер — Камбро
- Пітер Лорре — Піг
- Пол Лукас — Гесслер
- Альберт Деккер — Молл
- Дж. Едвард Бромберг — Флоуберт
- Едуардо Чианнеллі — Телец
- Джон Арледж — Дюфонд
- Фредерік Ворлок — Грідей
- Бернард Неделл — Морфей
- Віктор Варконі — Фішерман